# Vitkoka
Vitkoka, Tyska, Weißkochen , är en metod som främst silversmeder och guldsmeder använder sig av för att bland annat öka halten silver på ytan av silverföremål tillverkade av silverlegeringar, (Se sterlingsilver och verksilver) men även för att få bort oxidskikt och rester av flussmedel efter lödning. Genom att silverhalten på ytan ökar kan man genom vitkokningen undvika, eller snarare fördröja oxidation (svartfärgning) av silverföremål. Vitkokning kan i stor utsträckning förenkla och ersätta den försilvring som nästan alltid görs vid industriell tillverkning av större silverföremål.
Metoden används även för att få bort färgskiftningar i ytan på föremålen som kan uppkomma vid tillverkningen. Uppkomsten av dessa färgskiftningar kan dels bero på lokala skillnader i koppar och silverhalt i legeringsmetallen, eller vid smidning genom metallövergång från andra metaller, t.ex. järn, koppar, eller mässing från hammare eller underlag vid bearbetningen. 
Silverföremålet värms därvid upp till cirka 550-600 grader Celsius, varvid luftburet syre och svavel oxiderar främst legerat koppar på ytan av föremålet. Efter avsvalning läggs föremålet i en vattenlösning av 10–12 procent svavelsyra. Bland annat kopparoxiden upplöses, och en matt, porös och vit finsilveryta kvarblir. 
Detta upprepas lämpligen tre gånger. Föremålet kan ytbehandlas efter varje avsyrning eller efter ett lämpligt antal avsyrningar, vanligen 2-4. Ytbehandlingen kan ske genom kratsning (borstning med tillsats av vatten) med en mjuk mässingsborste som ger en sidenmatt yta, eller poleras med blodsten eller agat (polersten) eller högglanspolerat stålstift (polerstål) som gnides mot ytan och ger en högglansig yta. 
Silversmeden Wiwen Nilsson uppgav att han kratsade alla sina ej högglanspolerade silverkorpusföremål efter vitkokning för hand med sand hämtad från Falsterbo tillsammans med vatten, vilket dock inte alltid var fallet, utan han eller hans anställda använde även mässingsborste som ytbehandlingsmetod efter vitkokning eller försilvring.
Vitkokning används också allmänt, inte bara av silver och guldsmeder, för att ta bort oxidskikt på metaller som oxiderats t.ex. efter uppvärmning vid lödning eller glödgning, men då behöver inte föremålet värmas upp först och det kan räcka med att behandlingen sker endast en gång.
Vitkokning kan även användas innan förtenning eller förgyllning, men detta har oftast idag ersatts av andra kemikalier samt även ibland i kombination med elektrolytisk behandling.
Av miljömässiga skäl har guldsmedsbranschen en längre tid verkat för att svavelsyran vid vitkokning utbytes ut mot 10-procentig citronsyralösning i vatten, varvid resultatet blir det samma. Nackdelarna är dock att behandlingen tar längre tid och att lösningen lämpligen värms upp till cirka 60 grader för att förkorta behandlingstiden.

## Historia
Den svenska benämningen vitkoka kommer från det tyska ordet Weißkochen, som hänsyftar på den färgförändring som sker när svartoxiderat silver efter behandlingen blir vit igen.
I Norra Europa var det åtminstone under 1700-talet en välkänd metod att, efter uppvärmning och avsvalning, vitkoka metallföremål, främst av koppar, silver och guld, i en vattenlösning av alun, eller i en lösning med alun tillsammans med koksalt 
Man använde även metoden att vitkoka i en lösning av tranbär.
Metoden att vitkoka bör rimligen även ha använts mycket tidigare än på 1700-talet. Kanske redan under antiken eller ännu tidigare, då metoderna vid tillverkning av bland annat ädelmetallföremål som användes då är liknande dem som används i dag, med uppvärmning som till exempel vid lödning av skarvar och därmed påföljande svartoxidation samt eftersom alun var välkänt redan då och användes bland annat som betmedel vid färgning av tyger.